# Ctenopleura astropectinides
Ctenopleura astropectinides är en sjöstjärneart som beskrevs av Fisher 1913. Ctenopleura astropectinides ingår i släktet Ctenopleura och familjen kamsjöstjärnor. Inga underarter finns listade i Catalogue of Life.